# (1404) Ajax
(1404) Ajax – planetoida z grupy trojańczyków okrążająca Słońce w ciągu 12 lat i 80 dni w średniej odległości 5,3 au. Została odkryta 17 sierpnia 1936 roku w Landessternwarte Heidelberg-Königstuhl w Heidelbergu przez Karla Reinmutha. Nazwa planetoidy pochodzi od Ajasa (Ajaksa), jednego z uczestników wojny trojańskiej. Przed nadaniem nazwy planetoida nosiła oznaczenie tymczasowe (1404) 1936 QW.